# Джиммі Ворд
Джиммі Ворд (англ. Jimmy Ward, нар. 1 вересня 1906, Форт-Вільям, Онтаріо — пом. 15 листопада 1990, Портленд) — канадський хокеїст, що грав на позиції крайнього нападника.
Володар Кубка Стенлі. Провів понад 500 матчів у Національній хокейній лізі.

## Ігрова кар'єра
Хокейну кар'єру розпочав 1925 року.
Протягом професійної клубної ігрової кар'єри, що тривала 13 років, захищав кольори команд «Монреаль Марунс» та «Монреаль Канадієнс».
Загалом провів 563 матчі в НХЛ, включаючи 36 ігор плей-оф Кубка Стенлі.

## Нагороди та досягнення
- Володар Кубка Стенлі в складі «Монреаль Марунс» — 1935.

## Тренерська кар'єра
У 1940 був граючем тренером клубу «Нью-Гейвен Іглс». Згодом він був головним тренером клубів «Портленд Іглс» та «Портленд Пінгвінс».

## Статистика
| Сезон        | Клуб                 | Ліга         | Регулярний сезон | Регулярний сезон | Регулярний сезон | Регулярний сезон | Регулярний сезон | Плей-оф | Плей-оф | Плей-оф | Плей-оф | Плей-оф |
| Сезон        | Клуб                 | Ліга         | І                | Г                | П                | О                | ШХ               | І       | Г       | П       | О       | ШХ      |
| ------------ | -------------------- | ------------ | ---------------- | ---------------- | ---------------- | ---------------- | ---------------- | ------- | ------- | ------- | ------- | ------- |
| 1925–26      | «Кенора Тістлз»      | TBХЛ         | 16               | 10               | 3                | 13               | 16               | —       | —       | —       | —       | —       |
| 1926–27      | «Форт-Вільям Фор»    | TBХЛ         | 20               | 18               | 5                | 23               | 20               | 2       | 0       | 0       | 0       | 0       |
| 1927–28      | «Монреаль Марунс»    | НХЛ          | 42               | 10               | 2                | 12               | 44               | 9       | 1       | 1       | 2       | 6       |
| 1928–29      | «Монреаль Марунс»    | НХЛ          | 43               | 14               | 8                | 22               | 46               | —       | —       | —       | —       | —       |
| 1929–30      | «Монреаль Марунс»    | НХЛ          | 44               | 10               | 7                | 17               | 54               | 4       | 0       | 1       | 1       | 12      |
| 1930–31      | «Монреаль Марунс»    | НХЛ          | 41               | 14               | 8                | 22               | 52               | 2       | 0       | 0       | 0       | 2       |
| 1931–32      | «Монреаль Марунс»    | НХЛ          | 48               | 19               | 19               | 38               | 39               | 4       | 2       | 1       | 3       | 0       |
| 1932–33      | «Монреаль Марунс»    | НХЛ          | 48               | 16               | 17               | 33               | 52               | 2       | 0       | 0       | 0       | 0       |
| 1933–34      | «Монреаль Марунс»    | НХЛ          | 48               | 14               | 9                | 23               | 46               | 4       | 0       | 0       | 0       | 0       |
| 1934–35      | «Монреаль Марунс»    | НХЛ          | 41               | 9                | 6                | 15               | 24               | 7       | 1       | 1       | 2       | 0       |
| 1935–36      | «Монреаль Марунс»    | НХЛ          | 48               | 12               | 19               | 31               | 30               | 3       | 0       | 0       | 0       | 6       |
| 1936–37      | «Монреаль Марунс»    | НХЛ          | 40               | 14               | 14               | 28               | 34               | —       | —       | —       | —       | —       |
| 1937–38      | «Монреаль Марунс»    | НХЛ          | 48               | 11               | 15               | 26               | 34               | —       | —       | —       | —       | —       |
| 1938–39      | «Монреаль Канадієнс» | НХЛ          | 36               | 4                | 3                | 7                | 0                | 1       | 0       | 0       | 0       | 0       |
| 1939–40      | «Нью-Гейвен Іглс»    | IAHL         | 49               | 5                | 14               | 19               | 28               | —       | —       | —       | —       | —       |
| Усього в НХЛ | Усього в НХЛ         | Усього в НХЛ | 527              | 147              | 127              | 274              | 455              | 36      | 4       | 4       | 8       | 26      |